# NGC 3555
NGC 3555 ist eine linsenförmige Galaxie vom Hubble-Typ S0 im Sternbild Löwe auf der Ekliptik. Sie ist schätzungsweise 420 Millionen Lichtjahre von der Milchstraße entfernt.
Das Objekt wurde am 24. August 1883 von dem US-amerikanischen Astronomen Lewis Swift entdeckt.